# Natalina Sanguinetti
Natalina Sanguinetti (Genova, 25 dicembre 1940) è un'ex schermitrice italiana, specializzata nel fioretto. Ha vinto due medaglie di bronzo ai Campionati mondiali di scherma e un Campionato italiano nel fioretto individuale..

## Palmarès

### Risultati élite
In carriera ha ottenuto i seguenti risultati:
Mondiali
Individuale
A squadre
- Bronzo nella spada a Buenos Aires 1962
- Bronzo nella spada a Danzica 1963

Campionati italiani
Individuale
- Oro nel fioretto nel 1963

A squadre

## Galleria d'immagini

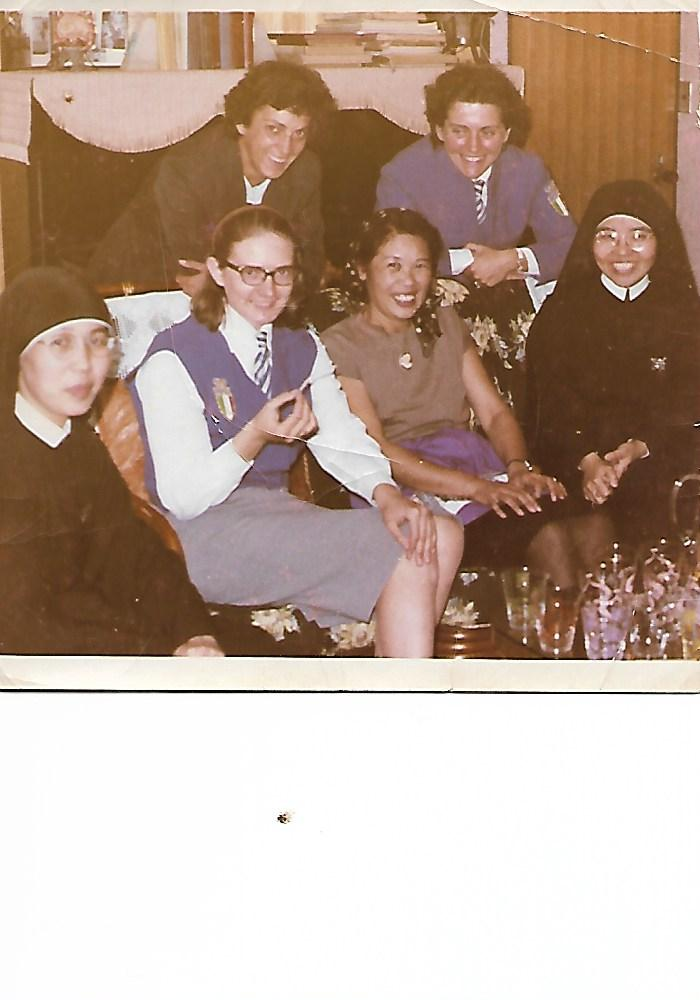
Tokio 1964
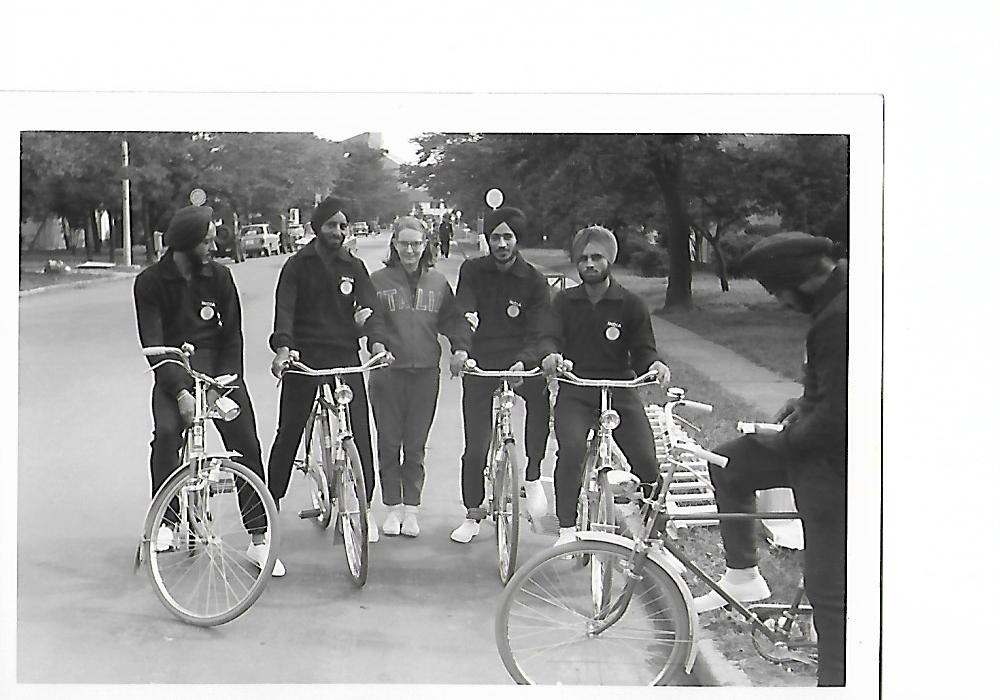
Tokio 1964
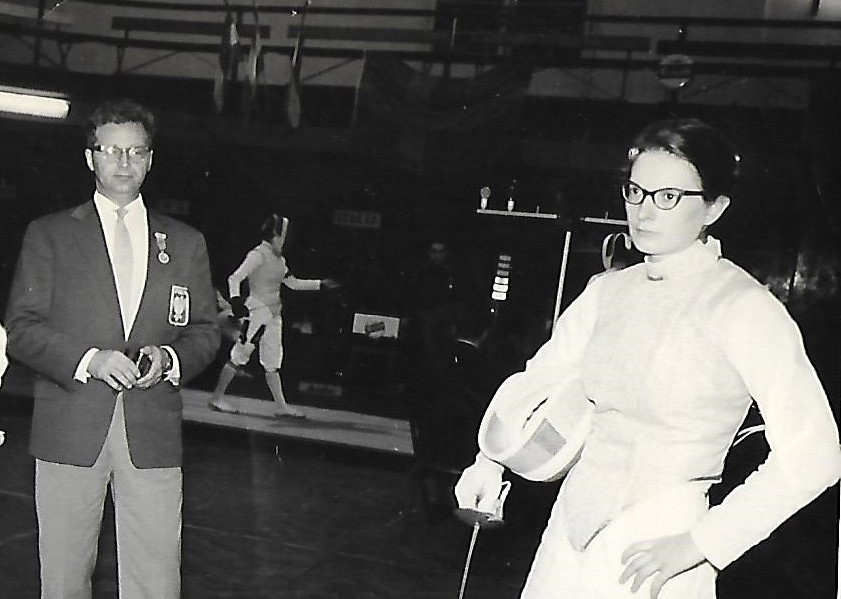
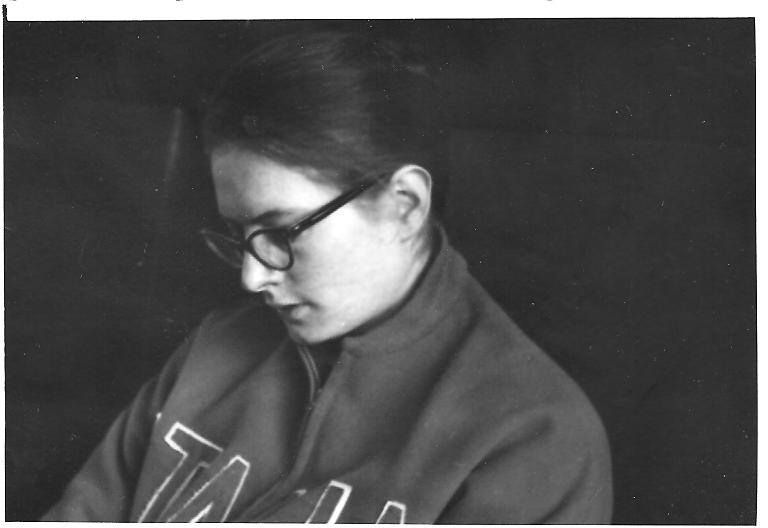
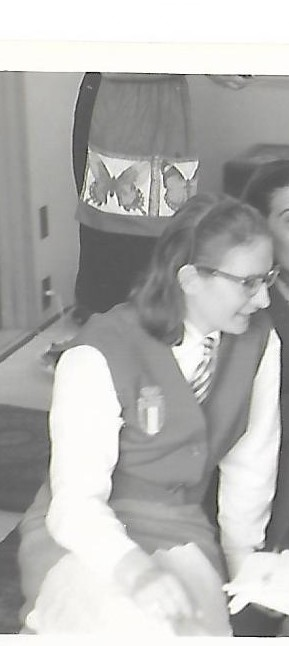